# Biota. Instituto Salesiano "Pablo Albera"
Biota. Instituto Salesiano "Pablo Albera (abreviado Biota) es una revista científica con ilustraciones y descripciones botánicas que es publicada en Lima desde el año 1954.